# Маркизская помарея
Маркизская помарея (лат. Pomarea mendozae) — вид птиц из семейства монархов (Monarchidae). Является эндемиком Французской Полинезии. Его естественными местообитанием являются субтропические или тропические сухие леса, субтропические или тропические влажные низменные леса и субтропические или тропические влажные горные леса. Данному виду угрожает потеря среды обитания.

## Систематика
Маркизская помарея первоначально была описана в роде монархов.

### Подвиды
Два подвида признаны, один из которых теперь вымер:
- † Pomarea mendozae mendozae (Hartlaub, 1854) — раньше встречались на Тахуата и Хива-Оа, последний раз видели в 1975 году[4]
- Pomarea mendozae motanensis Murphy & Mathews, 1928 — найден на Мохо-Тани

Кроме того, два бывших подвида были переклассифицированы как отдельные виды в 2012 году:
- Помарея Уа-Пу (как P. m. mira)
- † Помарея Нуку-Хива (как P. m. nukuhivae)

## Распространение и популяция
Маркизская помарея была когда-то довольно распространённым видом, населяющим Маркизские острова, такие как Уа-Пу, Нуку-Хива, Хива-Оа, Тахуата и Мохо-Тани, но теперь ареал вида ограничен только Мохо-Тани. Орнитологическое исследование Мохо-Тани в 2000 году показало, что на небольшом острове осталось около 80-125 пар (ранее 200-350 в 1975 году).

## Экология
Маркизская помарея в основном насекомоядная птица, обитающая в лесных долинах на различных высотах. Вид, в основном, предпочитает низменные леса, но, большая часть этой среды обитания была уничтожена. Взрослые предпочитают участки густой растительности, в то время как молодые птицы часто предпочитают кустарниковую растительность в сухих районах.

## Угрозы
Угрозу для вида представляют одичавшие кошки и полинезийская крыса, которые были завезены на остров Мохо-Тани. Все Маркизские острова сильно пострадали от интенсивного выпаса скота и пожаров, и большая часть первоначального сухого леса была сокращена до пастбищ, в то время как высокогорные леса в настоящее время сокращены до небольших лесных массивов.

## Внешние ссылки
- BirdLife Species Factsheet.